# 烏沙河

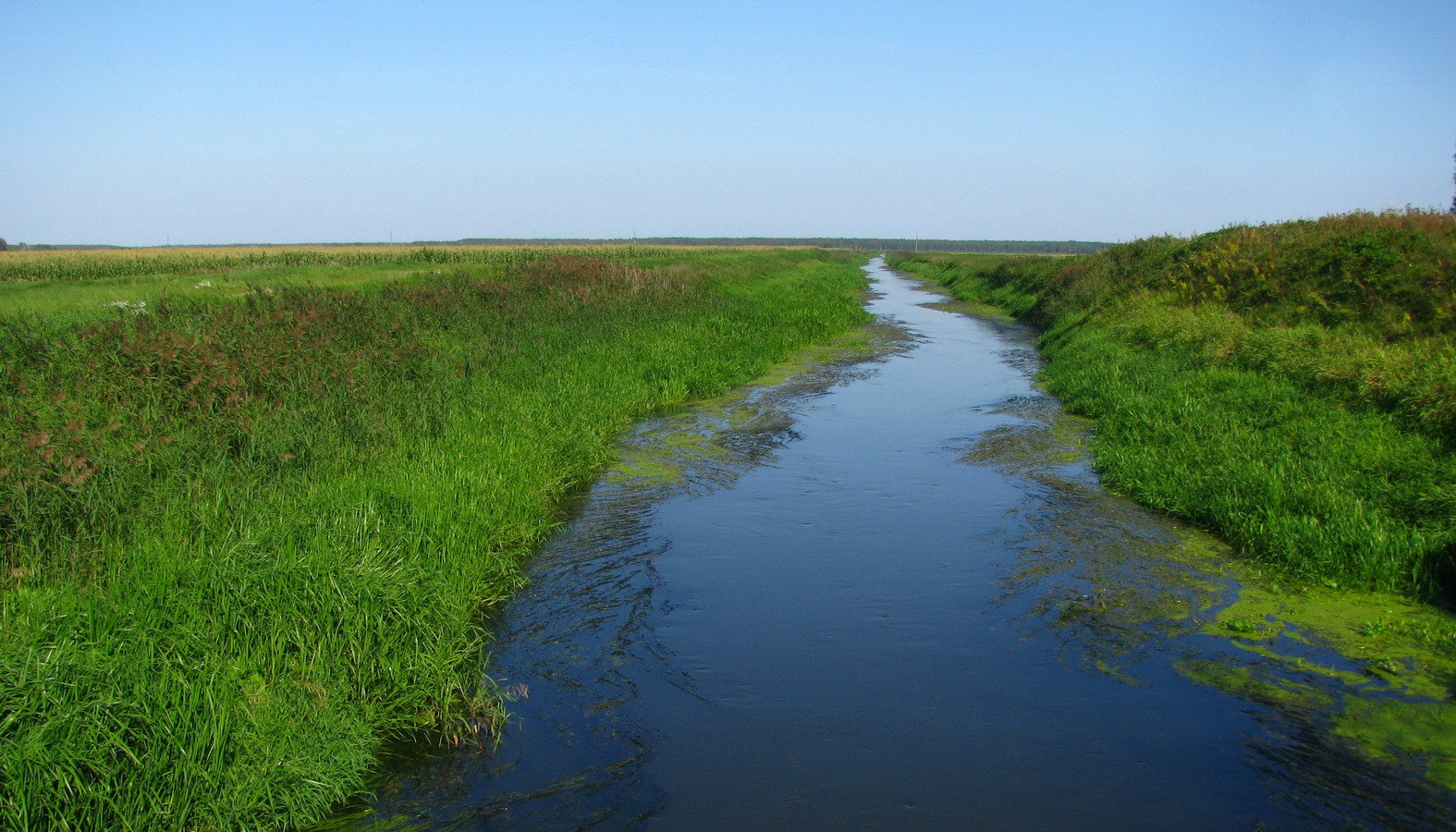
烏沙河

烏沙河（白俄羅斯語：Уша）是白俄羅斯的河流，屬於内里斯河的左支流，河道全長75公里，流域面積780平方公里，流經明斯克高地，河畔城市有莫洛傑奇諾。